# Erdélyi Római Katolikus Státus
Az Erdélyi Római Katolikus Státus az erdélyi római katolikus egyház hívőkből és egyházi személyekből álló önkormányzata a 17. századtól kezdődően. A státus nem foglalkozott hitéleti kérdésekkel és az egyház belső ügyeivel, feladata az egyház érdekeinek külső képviselete, illetve az egyházi vagyon fenntartása volt. Döntéshozó szerve az erdélyi katolikusokat képviselő státusgyűlés, illetve a határozatokat végrehajtó igazgatótanács.

## Történelem

### A reformáció és az Erdélyi Fejedelemség idején
A protestáns reformáció következtében az erdélyi katolikus egyházmegye működése ellehetetlenült. Az 1610-es besztercei országgyűlés határozata szerint „a pápáspapoknak püspökük ne legyen”. A 17. század végéig a katolikus papok létszáma lecsökkent, ezért a hitélet fenntartása érdekében világiak is végeztek egyházi teendőket, őket hivatalosan licenciátusnak, köznyelven félpapoknak nevezték. A katolicizmus mellett elkötelezett nemesi családok (Apor, Jósika, Kornis, Kovacsóczi, Lázár, Mikes, Szentkereszty) tagjai közösen próbáltak tenni a katolikus egyházmegye érdekében. Ez a közösség a történelmileg kialakult Státus nevet használta. Első fellépésük az 1615-ös erdélyi országgyűlésen történt, ahol panaszt tettek az egyházat sújtó igazságtalanságok ellen. Ezt követően engedélyezte Bethlen Gábor, hogy a katolikusok vikáriust, vagyis püspöki helytartót állítsanak.
Az Erdélyi Római Katolikus Státus elnevezést törvényesen 1653-ban ismerték el. A Státus legkorábbi fennmaradt pecsétje 1695-ből való.
A II. Rákóczi György uralkodása alatt összeállított törvénykönyv, az „Approbatae Constitutiones Regni Transsylvaniae et Partium Hungariae eidem adnexarum” rögzítette, hogy az egyes elismert vallásfelekezetek – köztük a katolikusok is – önállóan intézhetik ügyeiket. A kizárólag egyházi ügyekben az egyházi rendek hozhattak határozatot, a világi ügyekre nézve viszont az adott vallás papjai és világiak képviselőivel együttesen dönthettek. Ettől kezdve rendszeressé váltak a státusgyűlések, ahol egyrészt előterjesztéseket készítettek az országgyűlés számára, másrészt alapítványi és iskolai ügyekkel foglalkoztak.
A fennmaradt jegyzőkönyvek és egyéb iratok szerint státusgyűlések tagjai a következők voltak:
- a püspök vagy vikárius,
- a királyi főkormányszék, királyi kincstári tanács és a királyi tábla katolikus tagjai,
- az országgyűlési katolikus regálisták,
- a katolikus főtisztek, főispánok és ítélőmesterek,
- a székesegyházi káptalan tagjai,
- az esperesek és alesperesek,
- az erdélyi szerzetes rendek házfőnökei.

### A Habsburg uralom alatt
1693-ban I. Lipót a Diploma Leopoldinumot követő pótdiplomájában rendezte az elvett egyházi ingatlanok ügyét és a katolikusok képviseletét. A státus feladata lett a 18. században feloszlatott szerzetesrendek vagyonának kezelése is.
1767-ben Mária Terézia a királyi kormányszék keretén belül egy katolikus bizottságot állított fel (Catholica commissio), és ennek hatáskörébe utalta az iskolai és egyházi ügyek intézését, illetve az általa tett katolikus alapok kezelését. Ezzel az Erdélyi Római Katolikus Státus hatásköre teljesen megszűnt, ezt követően a státusgyűléseken az autonómiájuk visszaszerzésével kapcsolatban tanácskoztak. (A Státus nem tekintette törvényesnek a Catholica commissio létrehozását, mert nem országgyűlés által hozott törvényen alapult.) 1791-ben olyan törvényjavaslatot terjesztettek az erdélyi országgyűlés elé, amely a státus jogainak visszaállítását célozta; II. Lipót azonban nem szentesítette ezt a törvényjavaslatot.
1848-ban a magyar felelős kormány kinevezése után Kovács Miklós püspök státusgyűlést hívott össze, amely elhatározta az autonómia visszaállítását és szervezeti szabályokat dolgozott ki, amelyeket 1848. augusztus 31-én tudomásvétel és megerősítés végett bemutatott a nádornak és a minisztériumnak. Erre azonban a szabadságharc eseményei miatt nem kaptak választ.
1866-ban Fogarasy Mihály püspök a katolikus országgyűlési képviselők kérésére összehívta a státusgyűlést, amely feliratot intézett a királyhoz, kérve az autonómia visszaállítását. Válaszképpen I. Ferenc József 1867-ben megszüntette a főkormányszék melletti katolikus bizottságot és helyreállította a státusgyűlések hatáskörét. Az új helyzetben az első státusgyűlést 1868-ban tartották. 1873-ban hagyták jóvá a szervezeti szabályzatot, amely szerint a státusgyűlés tagjai:
- a megyés püspök,
- a székes káptalan 10 rendes tagja
- 16 kerületi esperes,
- a gyulafehérvári püspöki hittani kar egy küldötte;
- a szerzetesrendek tartományfőnöke;
- a 16 esperesi kerület papsága által kerületenként választott 19 képviselő
- az algimnáziumok, tanítóképzők és katolikus reáliskolák egy-egy küldötte,
- a főgimnáziumok két-két küldötte,
- a néptanítók képviselője
- a nagyszebeni árvaház és a kolozsvári, gyulafehérvári, székelyudvarhelyi, csíksomlyói, marosvásárhelyi és kantai római katolikus neveldék igazgatói
- az erdélyi királyi ítélőtáblák katolikus elnökei és rendes bírái
- az erdélyi katolikus főispánok, alispánok, illetve a szabad királyi és rendezett tanácsú városok polgármesterei.
- 42 világi képviselő
- a kegyúri jogot gyakorló király kincstár három képviselője
- a kegyúri kötelességeiket pontosan teljesítő kegyurak és jóltevők.

A Szentszék 1895-ben tudomásul vette az Erdélyi Római Katolikus Státust, és a Congregatio Concilii 1904-ben jóváhagyta működését.

### Az I. világháború után Romániában
1918-ban Erdély Romániával való egyesítése után az erdélyi kormányzótanács (Consiliul Dirigent) hatósági engedélyezéshez kötötte az egyházi gyülekezéseket; a státusgyűlés összehívását megtiltották. Noha az 1919-ben aláírt párizsi kisebbségi szerződés biztosította a vallásszabadságot Romániában, és az 1923-as román alkotmány 137-es cikkelye garantálta az egyházak jogait, az ortodox egyház az alkotmány 22-es cikkelye alapján kiváltságos helyzetet élvezett. Amikor a román állam kisajátította a Státus kezelésében levő vagyon nagy részét, a Szentszékhez fordultak védelemért. Onisifor Ghibu, a kolozsvári egyetem tanára folyamatosan támadta az erdélyi katolikus státust, azzal az indokkal, hogy az erdélyi katolicizmus politikai eszközként szolgált a magyar államban a kisebbségek elnyomásához.
1927-ben a román kormány és a Szentszék közötti konkordátum kedvezőtlen helyzetet teremtett az erdélyi katolikusok számára az egyházmegyék határainak átrendezésével illetve egyes templomok átadásával. A vallásügyi miniszter felkérésére Onisifor Ghibu elnökletével bizottság alakult a Státus ügyeinek kivizsgálására; a bizottság a szervezet megszüntetését és vagyonának elkobzását javasolta.

### A státus megszűnése
1937-ben a XI. Piusz pápa és II. Károly román király által megkötött egyezmény szerint az Erdélyi Római Katolikus Státus megnevezés megszűnt, jogutódja a Gyulafehérvári Római Katolikus Püspökség Egyházmegyei Tanácsa lett. A tanács tagjainak 2/3-a világi, 1/3-a egyházi személy volt.
A második világháború után Márton Áron 1948-ban ideiglenesen felfüggesztette a státus működését. Márton Áron 1949-es letartóztatása után  a Római Katolikus Státus Időközi Bizottsága azonban 1951. március 15-ére státusgyűlést hívott össze. A jegyzőkönyv tanúsága szerint ez a gyűlés azonban – a kommunista hatalom szándékainak megfelelően – csupán egy „békepapi” összejövetel volt. (Jakab Antal gyulafehérvári ordinárius valamennyi résztvevőt kiközösítette.)
Az Erdélyi Katolikus Státus levéltárát a kommunizmus alatt a kolozsvári Szent Mihály-templom tornyában őrizték.
1991-ben Bálint Lajos érsek visszavonta a Márton Áron által kimondott felfüggesztést; ezt követően az egyházmegyei tanácsot ideiglenes bizottság vezette. Mivel a vagyoni ügyek rendezése szükségessé tette egy jogi személyiség létezését, 2001. május 21-én az erdélyi római katolikus egyház Egyházmegyei Tanácsa újjáalakult.